# Astrix
Astrix é o nome artístico de Avi Shmailov, o aclamado DJ e produtor musical israelense de trance psicodélico (psy trance) especializado na vertente Full on. Nascido no Cáucaso, União Soviética em 1981, ele cresceu em Tel Aviv, Israel. Astrix começou a gravar suas músicas com este nome em 1997 e o tem usado desde então.

Astrix começou sua carreira como DJ em 1995 tocando música alternativa e dos anos 1980. Foi durante essa época que ele começou a aprender sobre música eletrônica. Porém apenas em 1997, quando começou a gravar por conta própria, que descobriu o trance, ao ser convidado a uma festa trance.
A música produzida por Astrix é conhecida pela solidez de suas linhas de baixo e pelas melodias crescentes durante estas. É bem dançante mas também "pesada", sendo tocadas durante o nascer do sol e o amanhecer em festas rave ao ar livre. Muitos consideram seu estilo como uma mescla de "full-on" e o tipo mais "clubber" de trance, justificado pelo seu recente lançamento Psychdelic Academy Mix.
Astrix é influenciado musicalmente por Infected Mushroom, Linkin Park e Tiësto.
Astrix já trabalhou com artistas como: Alien Project, Atomic Pulse, G.M.S., Domestic, Infected Mushroom, Vini Vici, e os brasileiros Waio, Wrecked Machines e Ritmo.

## Discografia
- Eye to Eye (HOMmega Productions) (2002)
- Artcore (HOMmega Productions) (2004)
- Psychedelic Academy (Hit Mania UK) (2005)
- Artcore (HOMmega Productions) (2006)
- Future Music (HOMmega Productions) (2007)
- One Step Ahead (2008)
- Red Means Distortion (HOMmega Productions) (2010)
- Astrix & Friends II  (HOMmega Productions) (2010 Upcoming)
- He.Art (2016)